# Боббі Кларк (футболіст, 1945)
Боббі Кларк (англ. Bobby Clark, нар. 26 вересня 1945, Глазго) — шотландський футболіст, що грав на позиції воротаря. Після завершення ігрової кар'єри — тренер.
Більшу частину кар'єри виступав за «Абердин», з яким став чемпіоном Шотландії, дворазовим володарем Кубка Шотландії та переможцем Кубка шотландської ліги. Також грав за національну збірну Шотландії, з якою був учасником чемпіонату світу 1978 року.

## Клубна кар'єра
У дорослому футболі дебютував 1962 року виступами за команду «Квінз Парк», в якій провів три сезони, взявши участь у 84 матчах другого дивізіону чемпіонату Шотландії.
1965 року Кларк перейшов у вищоліговий «Абердин» і відіграв за нову команду наступні вісімнадцять сезонів своєї ігрової кар'єри. Більшість часу, проведеного у складі «Абердина», був основним голкіпером команди. Провівши за клуб 591 матч в усіх турнірах (в тому числі декілька на позиції захисника), він став третім гравцем за цим показником в історії клубу після Віллі Міллера (797 ігор) і Алекса Макліша (692 ігор). За цей час виборов титул чемпіона Шотландії в 1980 році, Кубок Шотландії в 1970 та 1982 році і Кубок шотландської ліги в 1977 році. За свої досягнення у листопаді 2018 року Кларк був включений до Зали славу «Абердина».
Кларк встановив світовий рекорд у найвищих дивізіонах, не пропустивши гол у послідовних матчах усіх змагань (1155 хвилин) у сезоні 1970/71. Втім вже у травні того ж 1971 року його побив Стоян Йорданов. Натомість результат довго залишався найкращим для усіх британських чемпіонатів та чемпіонату Шотландії зокрема, поки Едвін ван дер Сар 8 лютого 2009 року та Фрейзер Форстер в 2014 році відповідно теж не зуміли перевершити ці досягнення. В результаті наразі Кларк тримає лише рекорд клубу «Абердина».
Також за цей час ненадовго відлучався на виступи у США, так 1967 року він зіграв за «Вашингтон Віпс» у United Soccer Association, ставши фіналістом чемпіонату США та був включений до символічної збірної турніру, а 1976 року за «Сан-Антоніо Тандер» в NASL.
Завершив ігрову кар'єру у команді «Клайд» з другого шотландського дивізіону, за яку виступав протягом 1982—1983 років.

## Виступи за збірну
22 листопада 1967 року дебютував в офіційних матчах у складі національної збірної Шотландії в грі домашнього чемпіонату Великої Британії з Уельсом (3:2).
Останній раз за збірну зіграв 14 лютого 1973 року в товариському матчі проти Англії (0:5), який був проведений з нагоди 100-річчя Шотландської футбольної асоціації. В подальшому викликався до збірної і навіть поїхав з нею на чемпіонат світу 1978 року в Аргентині, але на поле більше не виходив. Загалом протягом кар'єри у національній команді, яка тривала 7 років, провів у її формі 17 матчів, пропустивши 18 голів.

## Кар'єра тренера
Розпочав тренерську кар'єру невдовзі після завершення кар'єри гравця, 1984 року, очоливши тренерський штаб клубу «Гайлендерс», де провів один рік, після чого тривалий час очолював футбольну команду у Дартмутському коледжі в США.
1994 року став головним тренером збірної Нової Зеландії і тренував її два роки. Під керівництвом шотландця збірна вилетіла у півфіналі Кубка націй ОФК 1996 року від Австралії (0:0, 0:3). Загалом під його керівництвом команда провела 14 ігор (5 перемог, 2 нічиї, 7 поразок)
Згодом очолював футбольні команди Стенфордського університету (1996–2000) та Університету Нотр-Дам (2001–2017). у студентському чемпіонаті США.

## Титули і досягнення
- Чемпіон Шотландії (1):

«Абердин»: 1979/80
- Володар Кубка Шотландії (2):

«Абердин»: 1969/70, 1981/82
- Володар Кубка шотландської ліги (1):

«Абердин»: 1976/77